# 高の原駅
高の原駅（たかのはらえき）は、奈良県奈良市朱雀三丁目にある、近畿日本鉄道（近鉄）京都線の駅。駅番号はB24。

## 概要
平城ニュータウン建設に伴い、1972年（昭和47年）11月に開業。駅名は、万葉集に詠われた佐紀丘陵の古称とされる地名「高野原」にちなんで名づけられた。現在は関西文化学術研究都市の玄関口となっている。

## 歴史
- 1972年（昭和47年）：平城駅から2.6km、山田川駅から1.6kmの地点に新駅が計画される[6]。
  - 7月：着工[6]。勾配が急なため、既設線路東側に約900mの複線を敷き、上下線共通の95mのホームと線路上に架かる歩道橋に沿う駅舎を建設[6]。
  - 11月22日：平城ニュータウンの入居日（同年11月25日）に合わせるため、予定地より約50m南に仮駅で開業[6]。普通・準急が停車し、乗降客は1日およそ750人[6]。
- 1973年（昭和48年）5月16日：跨線歩道橋に沿うように造られた橋上駅が完成[6]。本開業[7][8]。RC+S造で、延床面積は1,204m2[4]。
  - 開業時のホーム有効長は大型車4両分（95メートル）であったが、大型車10両分の用地が確保され、旧本線用地へのホーム増設が考慮されていた[5]。
- 1976年（昭和51年）12月5日：新たに上下待機線を敷設し、ホームを増設[4][6]。2面4線となる。
- 1977年（昭和52年）1月18日：急行の停車駅に追加される[9]。
- 1986年（昭和61年）12月9日：高の原駅列車運行自動制御開始、高の原変電所が竣工[10][11]。
- 1994年（平成6年）4月21日：「第5回全国みどりの愛護のつどい」のため奈良入りした皇太子夫妻が高の原駅で下車し、柿本善也奈良県知事や大川靖則奈良市長らが駅前で出迎える。
- 1999年（平成11年）3月16日：特急の停車駅に追加。下りの京橿・京奈特急が一部停車するようになる[11]。
- 2001年（平成13年）4月：平城ニュータウンの自治連合会・万年青年クラブなどからエレベーター設置の要望の署名が、近鉄及び奈良県と奈良市に提出される[12]。
- 2004年（平成16年）10月22日：駅制御装置更新[13]。
- 2005年（平成17年）6月1日：KOSMOS稼働開始[11]。
- 2007年（平成19年）4月1日：ICカード「PiTaPa」使用開始[11]。
- 2011年（平成23年）3月17日：様々なスイーツの人気店が期間限定で出店する「MeetsSweets高の原店」がオープン[14]（現在は閉店）。
- 2012年（平成24年）3月20日：特急の停車時間帯を拡大。朝に上り特急が停車するようになる[15]。
- 2020年（令和2年）11月5日：インターホン対応定期券・特急券発売機導入により窓口閉鎖。

## 駅構造

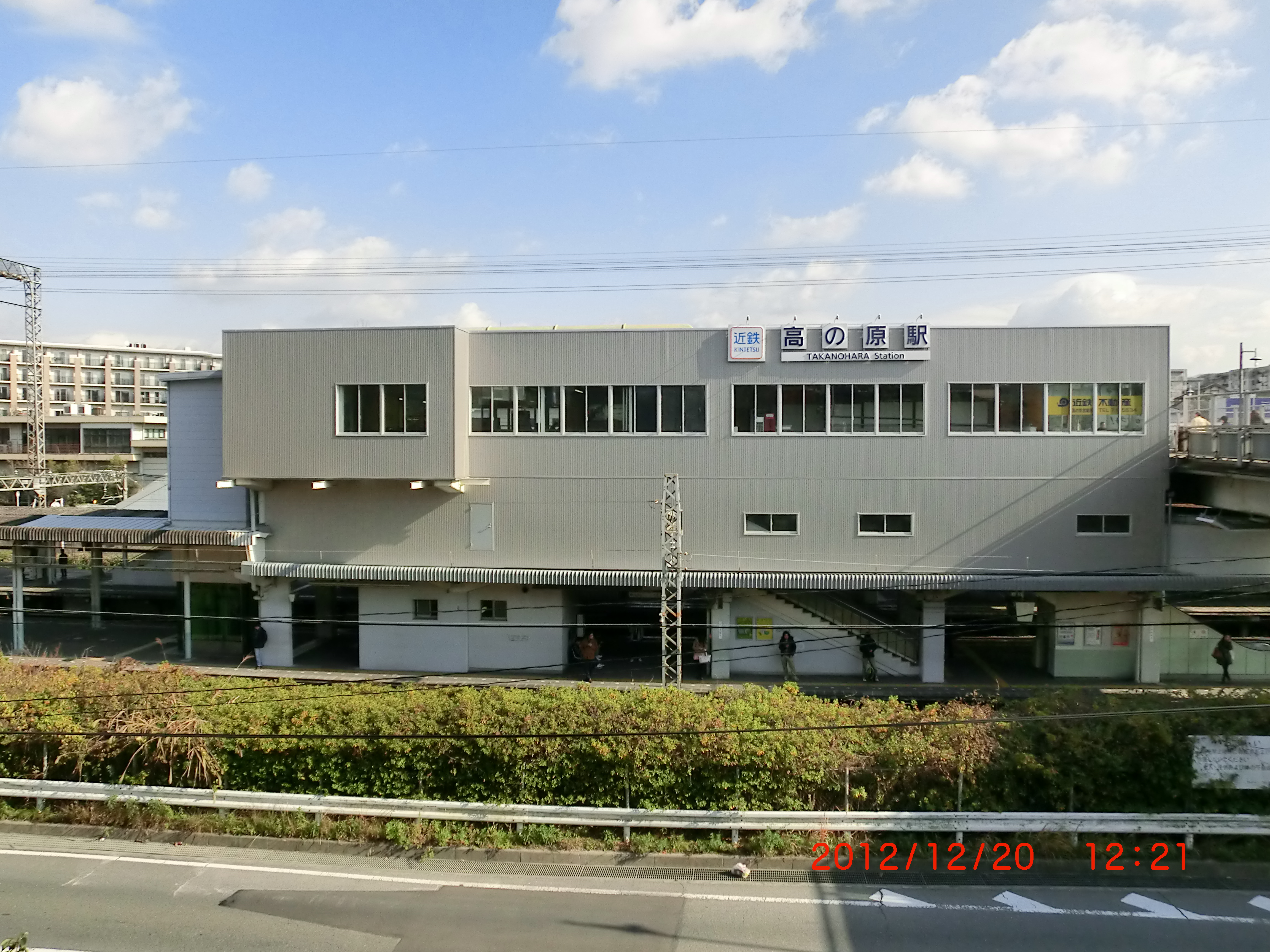
外観再塗装後の高の原駅

島式ホーム2面4線をもつ地上駅で橋上駅舎を有する。外側の線路が先発・通過の電車用になる。ホーム有効長は6両。改札口は1ヵ所のみである。
京都寄りに折り返し列車および回送列車用の引き上げ線が、2番線から大和西大寺方面に延びる留置線がある。後者は保線用車両のみに使われており、また2020年までは下り線にもつながっていた。
開発によってやや変化したものの、当駅周辺の地形はすり鉢状になっており、橋上の駅舎に出入口が設けられている。また、当初は構造上大規模な工事になることから設置が難しいとされたエレベーターも現状では設置されている。

### のりば
| のりば | 路線     | 方向 | 行先                           |
| ------ | -------- | ---- | ------------------------------ |
| 1・2   | B 京都線 | 下り | 近鉄奈良・天理・橿原神宮前方面 |
| 3・4   | B 京都線 | 上り | 京都・国際会館方面             |

- 外側2線（1番線と4番線）が主本線、内側2線（2番線と3番線）が待避線である。

## 特徴
ダイヤ面
- 特急以外の全一般列車が停車しており、一部の特急も停車する[18]。
  - 停車する特急列車の詳細：12:30発までの京都方面行きと[19]、当駅15:36発以降の大和西大寺方面行き特急（観光特急「あをによし」を除く）が停車する[18]。なお、下り1本と上り3本は京伊特急が含まれる[18]。
  - 年末年始の終夜運転では2011年まで特急は下りを含めて全て通過していたが、2012年以降は上下ともに停車するようになった。
- 平日朝に1本のみ、当駅始発の京都行き急行が設定されていたが、2021年7月3日のダイヤ改正で橿原神宮前始発になり、当駅始発の急行が廃止された。
- 当駅は1999年ダイヤ変更より特急一部停車駅となっているが、2003年ダイヤ変更まで京都線に設定されていた快速急行は通過していた。

設備・営業面
- 大和西大寺駅管理の有人駅で、PiTaPa・ICOCA対応の自動改札機および自動精算機（回数券カードおよびICカードのチャージに対応）が設置されている。
- 特急券・定期券は専用の自動販売機にて購入可能[20]、2020年11月5日までは一部時間帯で窓口での発券にも対応していた。なお、特急停車駅になる前からも可能であった。
- 京都線では当駅から大和西大寺寄りの各駅にて、大阪難波駅経由の阪神電鉄線連絡乗車券が購入可能で、阪神電鉄線からの近鉄連絡乗車券も、当駅までしか購入できない。近鉄丹波橋駅経由の京阪電車の連絡切符も発売されている。
- 近鉄リテーリングが運営する有人売店（ファミリーマート近鉄高の原駅改札内橋上店）設置駅に指定されている[20]。本店舗では、本来は販売エリア外となる京都新聞を取り扱っている。

## 利用状況
近年における特定日の、当駅の1日乗降人員の調査結果は以下の通りで、近年の1日平均乗車人員は下記の通り。
| 年度   | 特定日   | 特定日   | 1日平均 乗車人員 |
| 年度   | 調査日   | 乗降人員 | 1日平均 乗車人員 |
| ------ | -------- | -------- | ---------------- |
| 1995年 | -        | -        | 20,109           |
| 1996年 | -        | -        | 20,233           |
| 1997年 | -        | -        | 19,774           |
| 1998年 | -        | -        | 19,819           |
| 1999年 | -        | -        | 19,885           |
| 2000年 | -        | -        | 19,225           |
| 2001年 | -        | -        | 18,809           |
| 2002年 | -        | -        | 18,669           |
| 2003年 | -        | -        | 18,661           |
| 2004年 | -        | -        | 18,505           |
| 2005年 | 11月08日 | 33,802   | 18,486           |
| 2006年 | -        | -        | 18,445           |
| 2007年 | -        | -        | 20,169           |
| 2008年 | 11月18日 | 36,779   | 20,096           |
| 2009年 | -        | -        | 19,927           |
| 2010年 | 11月09日 | 36,489   | 19,997           |
| 2011年 | -        | -        | 19,761           |
| 2012年 | 11月13日 | 35,637   | 19,579           |
| 2013年 | -        | -        | 19,882           |
| 2014年 | -        | -        | 19,091           |
| 2015年 | 11月10日 | 35,623   | 19,344           |
| 2016年 | -        | -        | 19,170           |
| 2017年 | -        | -        | 19,007           |
| 2018年 | 11月13日 | 34,836   | 18,809           |
| 2019年 | -        | -        | 18,708           |
| 2020年 | -        | -        | -                |
| 2021年 | 11月9日  | 27,758   | -                |
| 2022年 | 11月8日  | 30,014   | -                |
| 2023年 | 11月7日  | 30,128   | -                |

## 駅周辺

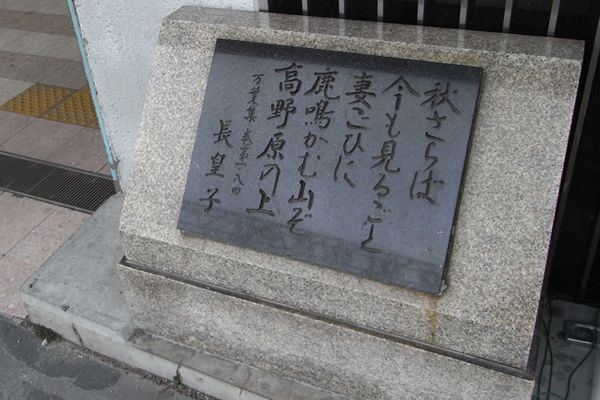
駅前の歌碑

平城・相楽ニュータウンや付近の学校への玄関口としての性格が強い。
ホームも含め奈良県に位置しているが、引込線が奈良県奈良市と京都府木津川市の府県境にまたがる。
駅前には駅名の由来となった万葉歌の歌碑があり、「秋さらば 今も見るごと 妻ごひに 鹿鳴かむ山ぞ 高野原の上　万葉集　巻第一・八四　長皇子」と刻まれている。
2022年（令和4年）11月に平城・相楽ニュータウンが入居開始から50周年となり、「平城・相楽ニュータウン」まちびらき50周年記念事業でまちの愛称を「高の原」と定め、2023年（令和5年）3月19日に駅前の広場に「高の原」の記念碑が設置された。

### 東側
- JR西日本大和路線平城山駅（南東約2.5km）
- 国道24号（奈良バイパス）
- 奈良県道751号
- ならやま研究パーク
- 渋谷川
- 平城浄化センター
- 歌姫近隣公園（歌姫西瓦窯跡）
- 音浄ヶ谷公園（音如ヶ谷瓦窯跡）
- 高の原駅前団地
- 高の原駅東団地
- 平城朱雀住宅
- 平城左京団地
- 三井佐保山住宅地

### 西側
- 駅前広場
  - 平城ニュータウン完成記念樹「センペルセコイア」
  - サプライズィング下水道
  - 奈良交通高の原駅のりば
  - タクシーターミナル
  - 万葉歌碑
- サンタウンプラザすずらん館
- サンタウンプラザひまわり館
- イオンモール高の原(サンタウンプラザこすもす館)
  - イオン高の原店（前：高の原サティ）
- 近鉄高の原駅前交番
- 高の原中央病院
- 関西文化学術都市研究センター
- 奈良県道52号（大和中央道）
- 石のカラト古墳
- 高の原駅西団地
- 平城右京団地
- 平城第1団地
- 平城第2団地
- 平城第2ショッピングセンター
  - 奈良右京郵便局

### 南側
- ならやま大通り
- 奈良大学
- 東大寺学園中学校・高等学校
- 関西文化芸術学院
- 奈良県立奈良高等学校
- 奈良市北部会館
  - 奈良市役所北部出張所
  - 北福祉センター
  - 市民文化ホール
  - 奈良市立北部図書館
- 関西学研医療福祉学院
- ならやまコミュニティスポーツ会館
- 県営平城住宅

### 北側
- 京奈和自動車道
- 国道163号
- 京都府道22号
- 京都府道327号
- 京都府道328号
- 兜谷公園
- 京都府立南陽高等学校・附属中学校
- 木津川市立相楽台小学校
- 土師山公園
- ハイタッチ・リサーチパーク
- 大里公園
- 池谷公園
- コンフォール兜台団地

## バス路線
停留所は駅の西側に少し離れたサンタウン寄りに所在する。
| 乗り場 | 系統 | 経由                                                       | 行先                 | 事業者     | 備考                                                  |
| ------ | ---- | ---------------------------------------------------------- | -------------------- | ---------- | ----------------------------------------------------- |
| 1      | 11   | 奈良大学・県営平城住宅・東登美ケ丘一丁目・登美ケ丘三丁目   | 学園前駅北口         | 奈良交通   |                                                       |
| 1      | 115  | 朱雀六丁目・佐保台三丁目・近鉄奈良駅                       | JR奈良駅西口         | 奈良交通   |                                                       |
| 1      | 117  | 朱雀六丁目                                                 | 佐保台三丁目         | 奈良交通   |                                                       |
| 1      | 文   |                                                            | 奈良大学構内         | 奈良交通   | 奈良大学開校日のみ運行                                |
| 1      | 33   | 梅美台三丁目                                               | 木津駅東口           | 奈良交通   |                                                       |
| 1      | 31   | 朱雀六丁目・州見台八丁目北                                 | 梅美台三丁目         | 奈良交通   |                                                       |
| 1      | 30   | 平城山駅                                                   | 梅美台三丁目         | 奈良交通   |                                                       |
| 2      | 16   | 朱雀五丁目・朱雀四丁目                                     | 【循環】高の原駅     | 奈良交通   | 左京循環外回り                                        |
| 2      | 17   | 朱雀第一住宅・朱雀こども園                                 | 【循環】高の原駅     | 奈良交通   | 左京循環内回り                                        |
| 3      | 9    | 右京四丁目西・神功四丁目・県営平城住宅                     | 【循環】高の原駅     | 奈良交通   | 右京神功循環                                          |
| 3      | 10   | 右京四丁目西・神功四丁目・東登美ヶ丘一丁目・登美ケ丘三丁目 | 学園前駅北口         | 奈良交通   |                                                       |
| 4      | 19   | 南陽高校・山田川駅                                         | 木津川台九丁目       | 奈良交通   | 平日1本のみ（17：13発）                               |
| 4      | 21   | 精華桜が丘三丁目・精華桜が丘三丁目                         | 兜台五丁目           | 奈良交通   |                                                       |
| 4      | 77   | 兜台三丁目・東登美ケ丘六丁目東                             | 学研奈良登美ヶ丘駅   | 奈良交通   |                                                       |
| 4      | 78   | 兜台三丁目・東登美ケ丘六丁目東・学研奈良登美ヶ丘駅         | 高山サイエンスタウン | 奈良交通   |                                                       |
| 4      | 木-1 | 山田川駅・木津駅                                           | 梅谷                 | きのつバス |                                                       |
| 4      | 木-2 | 相楽台小学校・山田川駅・木津駅                             | 鹿背山               | きのつバス |                                                       |
| 4      | 木-3 | 中央体育館・木津駅・山田川駅                               | 木津川台住宅         | きのつバス |                                                       |
| 5      | 文   |                                                            | 東大寺学園           | 奈良交通   | 東大寺学園開校日または 関西文化芸術学院開校日のみ運行 |

## その他
- 2006年3月に開業した近鉄けいはんな線を当駅まで延伸する構想があり、駅前にはこれの早期開業を求める看板が設置されていたが、2020年9月に白く塗りつぶされた。近鉄学研奈良登美ヶ丘駅は将来の延伸に対応できるよう考慮されて建設されたが、2021年現在でも事業化はされていない。
- 若木民喜作の漫画作品『神のみぞ知るセカイ』に登場するキャラクター・高原歩美の由来となっている。近鉄は、2014年9月23日から11月30日まで、当駅のトレーディングカード型特製入場券を発売した。有効日は2015年5月2日で、高原歩美の誕生日だった[28]。

## 隣の駅
近畿日本鉄道
B 京都線
- □特急一部停車駅（朝の上りと夕方以降の下りのみ停車）

■急行
新祝園駅 (B21) - 高の原駅 (B24) - 大和西大寺駅 (B26/A26)
■普通
山田川駅 (B23) - 高の原駅 (B24) - 平城駅 (B25)
- 奈良競輪開催日（一部日程を除く）には急行の一部が平城駅に臨時停車する事がある。
- 括弧内は駅番号を示している。